# Börje Ahlstedt

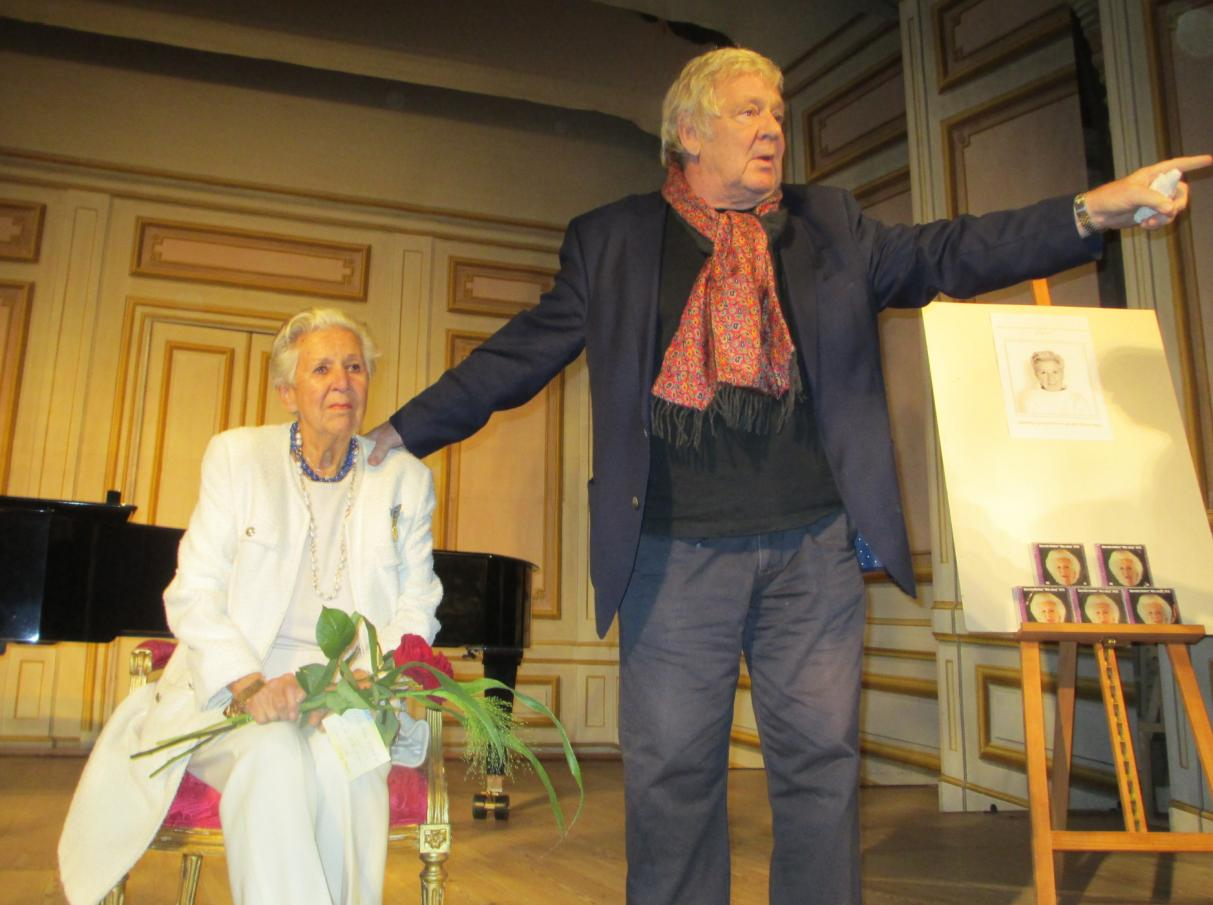
Ahlstedt hyllar Kjerstin Dellert på 90-årsdagen 2015.

Nils Börje Ahlstedt, född  21 februari 1939 i Hedvig Eleonora församling i Stockholm, är en svensk skådespelare och regissör. Han är far till skådespelaren Klas Ahlstedt.

## Biografi
Börje Ahlstedt kommer från en arbetarfamilj, som barn döptes han av Erik Bergman och utbildades vid Dramatens elevskola 1962–1965 där han ingick i den sista kullen innan namnbytet till Statens Scenskola. Efter det har han arbetat vid Kungliga Dramatiska teatern. Sitt stora genombrott fick han tillsammans med Lena Nyman i Vilgot Sjömans filmer Jag är nyfiken – gul (1967) och Jag är nyfiken – blå (1968).

### Film
För den breda publiken är han kanske mest känd som rövarhövdingen Mattis i Tage Danielssons filmatisering av Astrid Lindgrens bok Ronja Rövardotter (1984) samt den fisande farbror Carl i Ingmar Bergmans film Fanny och Alexander (1982). År 2003 återkom han i Bergmans sista film Saraband som Henrik, den överambitiöse fadern till Karin.

### TV
Ahlstedt har även medverkat i en lång rad TV-produktioner, bland annat som Tojan i TV-serien Bröderna Malm (1972 och 1973), som den matlagningsintresserade konstnären Karl-Henrik i Lösa förbindelser (1985), som den före detta expediten Larzon i Chefen fru Ingeborg (1993) och den före detta kåkfararen Norton i långserien Tre Kronor (1998–1999). Börje Ahlstedt fick mycket uppmärksamhet för sin medverkan i Sveriges Televisions porträttserie Stjärnorna på slottet i januari 2006.

### Teater
Ahlstedt arbetade vid Dramaten i Stockholm från 1960-talet. Hösten 2003 spelade han där önskerollen Kung Lear. Uppsättningen var omtvistad, men Ahlstedts insats fick mycket beröm. Under våren 2009 medverkade Ahlstedt i pjäsen Muntra fruarna av Windsor. Han har även spelat privatteater och var bland annat engagerad vid Vasateatern 1979–1981.

## Produktioner

### Filmografi (i urval)
- 1965 – Flygplan saknas
- 1967 – Jag är nyfiken – en film i gult
- 1968 – Jag är nyfiken – en film i blått
- 1969 – Håll polisen utanför (TV-serie)
- 1969 – Ni ljuger
- 1970 – Röda rummet (TV-serie)
- 1970 – Reservatet
- 1971 – Troll
- 1972–1973 – Bröderna Malm (TV-serie)
- 1973 – Teskedsgumman (TV-serie)
- 1973 – Håll alla dörrar öppna
- 1973 – Mumindalen (TV-serie) (röst)
- 1974 – Barbapapa (TV-serie) (röst)
- 1975 – Ägget är löst!
- 1975 – En kille och en tjej
- 1976 – Asterix 12 stordåd (röst som Obelix)
- 1977 – Conny och Tojan (TV-serie)
- 1977 – Soldat med brutet gevär (TV-serie)
- 1978 – Dante – akta're för Hajen!
- 1978 – Kvinnoborgen
- 1978 – Hedebyborna (TV-serie)
- 1979 – Kristoffers hus
- 1979 – En handelsresandes död
- 1980 – Marmeladupproret
- 1980 – Swedenhielms
- 1980 – Ett drömspel
- 1980 – Barnens ö
- 1981 – Fru Carrars gevär
- 1981 – Liten Karin (TV-serie)
- 1981 – Victor eller När barnen tar makten
- 1981 – Smurferna och den fiffige trollkarlen (röst)
- 1981 – Det våras för Smurfan (röst)
- 1981 – Nu smurfar vi igen! (röst)
- 1982 – Sova räv
- 1982 – Fanny och Alexander
- 1983 – Limpan
- 1984 – Den oändliga historien (röst)
- 1984 – Hur ska det gå för Pettersson? (TV-serie)
- 1984 – Ronja Rövardotter
- 1985 – Lösa förbindelser (TV-serie)
- 1986 – Amorosa
- 1988 – Skuggan av Emma
- 1989 – Nallar och människor
- 1990 – Kaninmannen
- 1990 – Den oändliga historien 2 - Nästa kapitel (röst)
- 1991 – Mord och passion (TV-serie)
- 1991 – Den goda viljan (TV-serie)
- 1992 – Söndagsbarn
- 1993 – Chefen fru Ingeborg (TV-serie)
- 1995 – Höst i paradiset
- 1997 – Larmar och gör sig till
- 1998–1999 – Tre Kronor (TV-serie)
- 2000 – Herr von Hancken (TV-serie)
- 2002 – Karlsson på taket (TV-serie) (röst)
- 2002 – Karlsson på taket (röst)
- 2005 – Percy, Buffalo Bill och jag
- 2006 – Stjärnorna på slottet (TV-serie)
- 2006 – Exit
- 2007 – Arbetarklassens sista hjältar
- 2007 – Neil Armstrong var aldrig på månen
- 2009 – Engelen
- 2010 – Teatersupén (TV-serie)

## Teater

### Roller
| År   | Roll                                   | Produktion                                                                     | Regi                                             | Teater      |
| ---- | -------------------------------------- | ------------------------------------------------------------------------------ | ------------------------------------------------ | ----------- |
| 1965 | Bondson I Soldat I (Bild 5) Soldat III | Mutter Courage (Mutter Courage und ihre Kinder) Bertolt Brecht                 | Alf Sjöberg                                      | Dramaten    |
| 1965 | En hovherre                            | Yvonne, prinsessa av Bourgogne (Iwona, księżniczka Burgunda) Witold Gombrowicz | Alf Sjöberg                                      | Dramaten    |
| 1968 | Herr Alf A. Bete                       | Varför är det så ont om Q? Hans Alfredson                                      | Lars-Erik Liedholm                               | Dramaten    |
| 1970 | Alfred                                 | Brända tomten August Strindberg                                                | Alf Sjöberg                                      | Dramaten    |
| 1971 | Adolf                                  | Fordringsägare August Strindberg                                               | Solveig Ternström Bengt Virdestam Börje Ahlstedt | Dramaten    |
| 1979 | Malcolm                                | Sängkammarfars (Bedroom Farce) Alan Ayckbourn                                  | Per Gerhard                                      | Vasateatern |
| 1980 | Leo Schneider                          | Vågar vi älska (Chapter Two) Neil Simon                                        | Per Gerhard                                      | Vasateatern |
| 1987 | Vålnaden                               | Titta det blöder Kristina Lugn                                                 | Staffan Roos                                     | Dramaten    |
| 1991 | Peer                                   | Peer Gynt Henrik Ibsen                                                         | Ingmar Bergman                                   | Dramaten    |
| 1997 | Lopachin                               | Körsbärsträdgården (Вишнёвый сад, Visjnjovyj sad) Anton Tjechov                | Peter Langdal                                    | Dramaten    |
| 1998 | Wang                                   | Den goda människan från Sezuan (Der gute Mensch von Sezuan) Bertolt Brecht     | Thorsten Flinck                                  | Dramaten    |
| 1999 | Markurell                              | Markurells i Wadköping Hjalmar Bergman                                         | Peter Dalle                                      | Dramaten    |
| 2003 | Doktorn En gammal man                  | Woyzeck Georg Büchner                                                          | Stefan Larsson                                   | Dramaten    |
| 2003 | Lear                                   | Kung Lear (King Lear) William Shakespeare                                      | Stefan Larsson                                   | Dramaten    |
| 2005 | Harald                                 | Neil Armstrong var aldrig på månen Peter Birro                                 | Johan Wahlström                                  | Dramaten    |
| 2006 | James Tyrone                           | Lång dags färd mot natt (Long Day's Journey into Night) Eugene O'Neill         | Stefan Larsson                                   | Dramaten    |
| 2008 | Flera roller                           | Hamlet William Shakespeare                                                     | Staffan Valdemar Holm                            | Dramaten    |
| 2009 | Sir John Falstaff                      | Muntra fruarna i Windsor (The Merry Wives of Windsor) William Shakespeare      | John Caird                                       | Dramaten    |
| 2010 | Charlie Aiken                          | En familj - August Osage County (August Osage County) Tracy Letts              | Stefan Larsson                                   | Dramaten    |

### Regi
| År   | Produktion           | Upphovsmän                                 | Teater                                                              |
| ---- | -------------------- | ------------------------------------------ | ------------------------------------------------------------------- |
| 1971 | Fordringsägare       | August Strindberg                          | Dramaten Regi tillsammans med Solveig Ternström och Bengt Virdestam |
| 1983 | The Boys in the Band | Mart Crowley Översättning Ingmar Björkstén | Folkan                                                              |

### Memoarer
- 2011 – Från min loge på Dramaten (skriven tillsammans med Lena Katarina Swanberg)[11]

## Priser och utmärkelser
- 1966 – Teaterförbundets Vilhelm Moberg-stipendium[2]
- 1977 – De Wahlstipendiet[2]
- 1977 – Svenska Dagbladets Thaliapris[2]
- 1990 – Guldbaggen för bästa manliga huvudroll (i Kaninmannen)[2]
- 1991 – O'Neill-stipendiet[2]
- 1992 – Kungliga medaljen Litteris et Artibus[2]
- 2006 – Gunn Wållgren-stipendiet